# Saint-Jean-le-Thomas
Saint-Jean-le-Thomas är en kommun i departementet Manche i regionen Normandie i norra Frankrike. Kommunen ligger i kantonen Sartilly som tillhör arrondissementet Avranches. År 2022 hade Saint-Jean-le-Thomas 395 invånare.

## Befolkningsutveckling
Antalet invånare i kommunen Saint-Jean-le-Thomas
| Referens: INSEE |